# Campionato rumeno di calcio 1923-1924
Il Campionato Nazionale 1923-1924 è stata la 12ª edizione del campionato rumeno di calcio. La fase finale è stata disputata tra luglio e agosto 1924 e si concluse con la vittoria finale del Chinezul Timișoara, al suo terzo titolo consecutivo.

## Formula
Le squadre vennero suddivise in gironi regionali, con le vincitrici ammesse alle finali nazionali disputate ad eliminazione diretta. Rispetto all'anno precedente il numero dei gironi passò da otto a nove con la creazione del girone di Sibiu

## Partecipanti
| Regione     | Squadra                       |
| Arad        | Societatea de Gimnastică Arad |
| Brașov      | Brașovia Brașov               |
| Bucarest    | Venus București               |
| Cernăuți    | Jahn Cernăuți                 |
| Cluj        | Universitatea Cluj            |
| Oradea      | Clubul Atletic Oradea         |
| Sibiu       | Șoimii Sibiu                  |
| Târgu Mureș | CFR Mureșul Târgu-Mureș       |
| Timișoara   | Chinezul Timișoara            |

## Fase finale

### Preliminare
Il turno preliminare per accedere al tabellone finale fu disputato il 13 luglio 1924.
| Squadra 1               | Risultato | Squadra 2    |
| ----------------------- | --------- | ------------ |
| CFR Mureșul Târgu-Mureș | 4 - 2     | Șoimii Sibiu |

### Quarti di finale
Gli incontri si disputarono tra il 20 luglio e il 3 agosto 1924. Un primo incontro tra U Cluj e CAO Oradea fu disputato ad Oradea e terminò 0-0 determinando la ripetizione della partita a Cluj Napoca. Il Jahn Cernăuți vinse l'incontro a tavolino per mancata presentazione dell'avversario.
| Squadra 1               | Risultato | Squadra 2                     |
| ----------------------- | --------- | ----------------------------- |
| CFR Mureșul Târgu-Mureș | 3 - 1     | Venus Bucarest                |
| Universitatea Cluj      | 0 - 3     | CAO Oradea                    |
| Chinezul Timișoara      | 2 - 0     | Societatea de Gimnastică Arad |
| Jahn Cernăuți           | 3 - 0     | Brașovia Brașov               |

### Semifinali
Gli incontri si disputarono tra il 27 luglio e il 10 agosto 1924.
| Squadra 1             | Risultato | Squadra 2               |
| --------------------- | --------- | ----------------------- |
| Clubul Atletic Oradea | 1 - 0     | Jahn Cernăuți           |
| Chinezul Timișoara    | 9 - 0     | CFR Mureșul Târgu-Mureș |

### Finale
La finale fu disputata il 17 agosto 1924 ad Arad.
| Squadra 1          | Risultato | Squadra 2             |
| ------------------ | --------- | --------------------- |
| Chinezul Timișoara | 4 - 1     | Clubul Atletic Oradea |

## Verdetti
- Chinezul Timișoara Campione di Romania 1923-24.